# ماتيوس نيكولاو
ماتيوس نيكولاو بيريرا (بالبرتغالية: Matheus Nicolau Pereira؛ مواليد 6 يناير 1993) هو مُقاتل فنون قتالية مختلطة برازيلي.

## وصلات خارجية
- ماتيوس نيكولاو على موقع يو إف سي (الإنجليزية)
- ماتيوس نيكولاو على موقع شيردوغ (الإنجليزية)
- ماتيوس نيكولاو على موقع Tapology.com (الإنجليزية)
- ماتيوس نيكولاو على موقع IMDb (الإنجليزية)